# Добропілля (станція)
Добропі́лля — вантажна станція 1-го класу Лиманської дирекції Донецької залізниці на лінії Мерцалове — Лунна між станціями Мерцалове (12 км) та Економічна (4 км). Розташована у місті Добропілля Донецької області.

## Історія
Станція Добропілля є тупиковим роздільним пунктом системи магістральних залізниць і під'їзних колій у загальному напрямку лінії Покровськ — Дубове. Унаслідувала свою назву від найближчого великого села Добропілля (4 км), яке має коріння двох слів: «добрий» і «поле», — тобто, «добре поле», або «родюче поле». Втім, із самого початку основним вантажем, який мала відправляти станція, є кам'яне вугілля, а не сільгосппродукція.

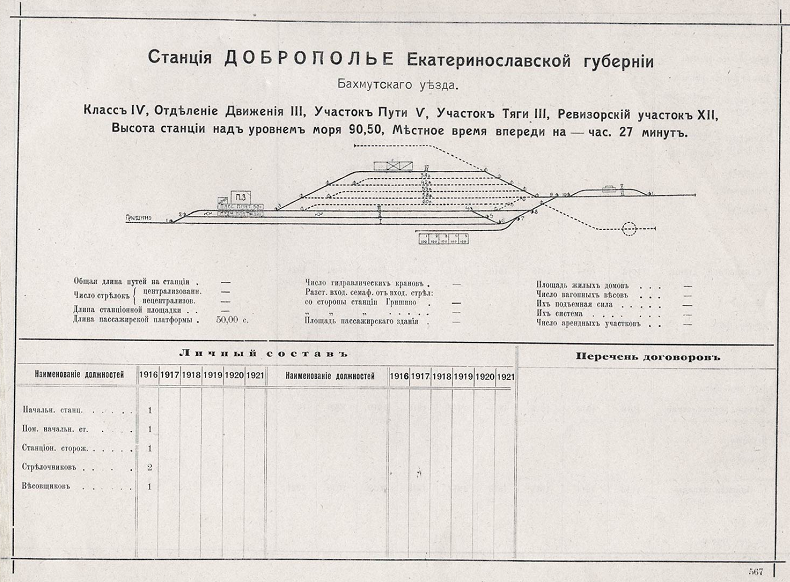
Колійний розвиток станції Добропілля станом на 1917 рік

Будівництво залізниці Рутченкове — Гришине (Покровськ) — Добропілля розпочалося навесні 1914 року урочистим відкриттям комісією Катерининської залізниці на чолі із начальником останньої — Кирилом Ваніфантьєвим. Вже у 1915 році на гілці Гришине — Добропілля було укладено рейки, розпочався рух будівельних і робочих потягів. Тоді ж було збудовано головні будівлі вказаної гілки. Датою відкриття станції Добропілля вважається серпень 1915 року. Тимчасовий товарний і пасажирський рух тут було відкрито 15 листопада 1915 року (за новим стилем) циркуляром Головного штабу № 145. Постійний рух на даному напрямі було налагоджено влітку 1916 року.
Причиною будівництва залізниці Гришине — Добропілля була закладка в даному районі капітальних рудників, які мали продуктивність, на порядок-два вищу, аніж старих дрібнокустарних вуглекопалень. У районі Парасковіївки на землях П. А. Розгона й І. А. Перепечаєнка після 1910 року було закладено Добропільський (у радянських джерелах — Ерастівський) рудник на лівому березі, а також Святогорівський рудник — на правому березі річки Бик (обидва — на території сучасної шахти «Алмазна»). У 1914—1915 роках ці рудники дали своє перше вугілля. У 1916 році на землі К. А. Вістенгаузена в селі Добропілля закладався «потужний рудник», — імовірно, Добропільський № 2, який фігурує в радянських джерелах як недіючий.
Втім, до маршрутних відправлень вугілля було ще занадто далеко. Обсяги відправлення вугілля з «Добропільських рудників» були такими: 1915 рік — 504 тис. пудів (при сумарному видобутку на Добропільському та Святогорівському рудниках більш ніж 1 млн пудів; 1 пуд дорівнює 16,38 кг), 1916 рік — майже 1,5 млн пудів, 1917 рік — 1,2 млн пудів, 1918 рік — 794 тис. пудів. Це, в кращому випадку, від одного до декількох вагонів вантажопідйомністю 600 пудів на добу. Вагони із вугіллям й сільгосппродукцією в 1917 році включалися у склад робочих і товаро-пасажирських потягів. Курсування останніх у кількості 2 пари на добу було налагоджено у травні 1917 року, у склад потягів включалися вагони II, III й IV класу. Хоча, перші пасажирські потяги на Добропілля були офіційно призначені ще у листопаді 1916 року (2 пари на добу, вагони II—IV класів). Вартість проїзду від Добропілля до Гришиного у вагоні IV класу перевищувала вартість проїзду в сучасному маршрутному автобусі. Восени 1917 року ці потяги відмінили.
Станом на 1917 рік колійний розвиток станції Добропілля складався з 6 колій, у тому числі — 1 тупик. Вхідні стрілки з боку станції Гришине знаходилися поруч зі станційною будівлею, пасажирською (пероном) і проміжною (тобто, між першою й другою коліями) платформами. Поруч зі станційною будівлею було обладнано пакгауз для вантажів великої швидкості, а на вантажних коліях — криту, відкриту товарні платформи, пакгауз, вагонні ваги, орендовані ділянки під склади вантажів. У найближчому майбутньому передбачалося обладнати ще 7 станційних колій (з них — 2 тупики), встановити поворотне коло.
До Жовтневого перевороту 1917 року для налагодження регулярної доставки вугілля з Добропільського (Ерастівського) рудника на станцію Добропілля було відкрито рудникову вузькоколійку із кінною тягою між цими двома об'єктами. Після завершення активної фази збройного протистояння в 1921 році було відкачано воду з шахт № 17 і 18 колишнього Добропільського рудника, які було включено до складу Красноармійського рудника (об'єднаних колишніх Святогорівського й Добропільського рудників). У 1923—1924 господарчому році станція Добропілля відправила 18,1 тис. т, що не дотягувало до рівня відправлення у 1916 році, а в 1924—1925 і 1925—1926 роках — всього 1,1 тис. т і 1,7 тис. т вугілля, відповідно. У 1924 році шахти закрилися, і в управлінні Катерининської залізниці навіть розглядалася можливість закриття гілки Гришине — Добропілля.
Станція працювала й на прийом вантажів. Так, у 1923-1924 роках сюди прибуло 49 т, у 1924—1925 році — 33 т солі. Станція Добропілля, станом на 1923—1925 роки, обслуговувала 18 населених пунктів, віддалених від станції на декілька верст із населенням 5,2 тис. осіб, що мешкали у 679 дворах і мали 8,9 тис. десятин землі (в тому числі 7,8 тис. десятин орної землі, з яких у 1923 році було засіяно менше половини). Станом на 1924 рік, на території сучасної Добропільщини числилося 3 комнезами: село Добропілля, село Святогорівка, хутір Завидо-Борзенка. Подальший розвиток господарства по селах і хуторах стримувався відсутністю коштів: саме через це було відмовлено у створенні сільгоспартілі ім. Рикова у Зеленому. До станції Добропілля, станом на 1923—1924 роки, також тяжіли: кузні в селі Іванівка (2 од., 12 верст), в селищі Іванівка (межа смт Святогорівка, 3 од., 4 версти), у Мирній Долині (25 верст), у Вірівці (7 верст), в Зеленому (12 верст), вітряки на Аністратівському хуторі (25 верст), Завидо-Кудашевому (8 верст), Іванівці (12 верст), Криворіжжі (12 верст), Ново-Василівці (3 од., 15 верст), Усово-Василівці (15 верст), паровий млин в Іванівці (12 верст), Зеленому (12 верст), Ганнівці (5 верст), млин-шеретовка у Зеленому (12 верст), газогенераторний млин у селищі Іванівка (4 версти), хлібопекарня при Святогорівському руднику (4 версти), шкіряні заводи у Криворіжжі (12 верст) і по Ганнівці (5 верст).
Станом на 1922—1923 господарчий рік, вантажообіг залізниці Гришине — Добропілля склав 20,4 тис. т (з них 17,7 тис. т — відправлення), на 1923—1924 роки — 20,9 тис. т (з них 20,1 тис. т — відправлення). Не дивлячись на загальну тенденцію до повільного зростання вантажообігу, Добропільська гілка в першій половині 1920-х років залишалася збитковою. Так, за другу половину 1924 року Катерининська залізниця отримувала середній прибуток від перевезень вантажів Добропільською гілкою в розмірі 541,47 крб. за місяць, а середньомісячні експлуатаційні витрати становили 1608,25 крб. Збитки від експлуатації Добропільської гілки за відповідний період становили 1066,78 крб. за місяць в середньому. Даний факт і зумовив дискусію щодо недоцільності подальшої експлуатації залізниці Гришине — Добропілля.
У 1926 році розпочалася реконструкція Красноармійського рудника, яка тривала до 1930 року, і в рамках якої було також переобладнано під'їзні колії шахт № 17 і 18. Взамін рудникової вузькоколійки до оновленого підприємства, шахти № 17-18, було прокладено ширококолійну під'їзну колію. В 1931-32 році розпочалося будівництво шахти «Гігант» ім. М.Горького (зараз — шахта «Добропільська»), перша черга якої була здана в експлуатацію в 1941 році. У зв'язку із цим, у 1930-х роках реконструкція розпочалася на станції Добропілля. В першій половині 30-х років було відновлення курсування пасажирсько-товарного потягу Гришине — Добропілля (1 пара на добу, в дорозі — 2 години). В другій половині почали подовжувати станційні колії. Було збудовано елеватор (зруйнований у 1941 році відступаючими радянськими військами, а після війни його замінив хлібоприймальний пункт). У 1934 році станція Добропілля відвантажила більше 225 тис. тон вантажів, — переважно вугілля.
Післявоєнним показникам роботи станції Добропілля притаманна висока нерівномірність. Так, якщо в першу декаду серпня 1945 року станція перевиконала план навантаження вугілля на 112 %, то в другу декаду — недовиконала на 33 %. Але до 50-х років вдалося привести вантажну роботу і норму.
Станом на 1960 рік станція Добропілля мала 16 колій, у тому числі: для прийому й відправлення вантажних і пасажирських поїздів на станцію Мерцалове (№ 2, обладнаний низькою пасажирською платформою; допустима швидкість — 15 км/год.), для прийому й відправлення вантажних поїздів на станцію Мерцалове (№ 1), станцію Мерцалове й шахту № 1-2 «Добропілля» (№ 4, 5, 6), для накопичення маршрутів та відправлення вантажних поїздів на станцію Мерцалове й шахту № 1-2 «Добропілля», навантажувально-розвантажувальні (№ 10 із критою сортувальною платформою та складом дрібних відправок, 13, 14, 15, 17), ваговий (№ 8), обгінний (№ 9), розвантажувальний (№ 16), тупик нафтозливу (№ 11), а також для чистки топок паровозів (№ 18). На станції також розташовувалася аварійна бригада й був обладнаний медпункт. До станції примикав одноколійний перегін Добропілля — Мерцалове, використовувалася електрожезлова система.
У 1964 році вантажообіг станції Добропілля склав 4,0 млн т по відправленню і 2,2 млн т по прибуттю. Статистика вантажів, що відправлялися: кам'яне вугілля — 3,9 млн т, збірний залізобетон — 34,9 тис. т, пшениця — 31,8 тис. т, насіння олійні — 11,6 тис. т, кукурудза — 6,0 тис. т, ячмінь — 3,8 тис. т, лом чорних металів — 4,2 тис. т, продукти деревообробки — 2,8 тис. т, зворотна виногорілчана тара — 2,1 тис. т, жито — 1,3 тис. т тощо. Прибуття вантажів в 1964 році: кам'яне вугілля — 1,6 млн т, ліс — 125 тис. т (з них 107 тис. т — кріпильний ліс), пісок-земля-глина — 74,8 тис. т, цегла — 37,4 тис. т, цемент — 30,8 тис. т, металеві вироби — 17,7 тис. т, борошно — 8,9 тис. т, збірний залізобетон — 7,7 тис. т, машини — 7,3 тис. т, алкогольні напої — 6,2 тис. т, труби — 5,7 тис. т, баласт для залізниць — 5,1 тис. т, картопля — 4,7 тис. т, продукція хімічної промисловості — 4,1 тис. т, бензин — 3,7 тис. т, комбікорм — 3,4 тис. т, дизпаливо — 3,3 тис. т, рейки — 3,0 тис. т, стандартні деталі до будинків — 2,9 тис. т, цукор — 2,5 тис. т, кукурудза — 2,1 тис. т, стінні блоки — 2,1 тис. т, свіжі овочі — 2,0 тис. т, меблі — 1,9 тис. т, сіль — 1,9 тис. т, пшениця — 1,6 тис. т, макуха — 1,4 тис. т, каміння будівельне — 1,1 тис. т, консерви — 1,1 тис. т тощо. Як відмічають добропільські краєзнавці, залізниця у 1940—1960-х роках перевозила все, навіть те, що зараз, зважаючі на обсяги відправлень, транспортується виключно автомобілями. Продукти, наприклад, через відділ робочого постачання (ОРС), що знаходилися в Красноармійському (Покровську), потрапляли через станцію Добропілля на шахтні й заводські станції, звідки розносилися або розвозилися кіньми по магазинах. Навіть тяжкохворих відправляли в Новоекономічне (Мирноград, колишній Димитров) і Сталіне (Донецьк) не каретами «швидкої», а в пасажирських вагонах.
Впродовж 1934—2009 років станція Добропілля відправляла по 1-3 пари пасажирських (приміських, робочих тощо) потягів на добу. Пасажирські склади курсували навіть в роки окупації Добропілля військами Німеччини та її союзників (звісно, за винятком часу активної фази бойових дій у Донбасі). 
| 1959 | 1960 | 1961 | 1962 | 1964 | 1965 | 1969 | 1970 | 1971 | 1972 | 1973 |
| ---- | ---- | ---- | ---- | ---- | ---- | ---- | ---- | ---- | ---- | ---- |
| 10,0 | 3,4  | 2,4  | 2,5  | 3,9  | 2,9  | 1,6  | 1,5  | 1,2  | 1,6  | 2,0  |

Відповідно до таблиці, загальна тенденція зменшення кількості пасажирів у вагонах приміських потягів Добропілля (із коливаннями пасажиропотоку) була притаманна ще у 1960—1970-х роках, і головним чином через курсування рейсових автобусів зі зручним для пасажирів розкладом руху.
2007 року були скасовані приміські потяги Красноармійськ (Покровськ) — Добропілля, натомість у 2008 році сюди почали курсувати робочі (господарські) потяги. Влітку 2009 року робочі потяги Красноармійськ (Покровськ) — Добропілля, з можливістю проїзду пасажирів, були замінені автобусним розвезенням працівників залізниці.